# Timothy Norton
Timothy John Norton SVD (* 24. Juli 1958 in Sydney) ist ein australischer römisch-katholischer Ordensgeistlicher und Bischof von Broome.

## Leben
Timothy Norton trat 1985 der Ordensgemeinschaft der Steyler Missionare bei. Von 1987 bis 1889 absolvierte er Teile seiner Priesterausbildung in Mexiko-Stadt und beendete seine theologischen Studien anschließend an der Yarra Theological Union in Melbourne. 1990 legte er die ewige Profess ab und empfing am 2. Mai 1991 in Eastwood das Sakrament der Priesterweihe.
Nach Tätigkeiten in der Pfarrseelsorge in Mexiko-Stadt war er ab 1997 vor allem in der Ausbildung des Ordensnachwuchses tätig. Von 2005 bis 2013 war er Provinzial der Steyler Missionare in Australien und seither Leiter des Missionszentrums Ad Gentes im italienischen Nemi.
Papst Franziskus ernannte ihn am 11. November 2021 zum Titularbischof von Madaurus und zum Weihbischof im Erzbistum Brisbane. Der Erzbischof von Brisbane, Mark Coleridge, spendete ihm am 22. Februar des folgenden Jahres die Bischofsweihe. Mitkonsekratoren waren der Erzbischof von Mount Hagen, Douglas William Young SVD, und Kenneth Michael Howell, Weihbischof in Brisbane.
Am 14. Oktober 2024 bestellte ihn Papst Franziskus zum Bischof von Broome. Die Amtseinführung erfolgte am 4. Dezember desselben Jahres.